# 1378 Leonce
1378 Leonce è un asteroide della fascia principale del diametro medio di circa 18,18 km. Scoperto nel 1936, presenta un'orbita caratterizzata da un semiasse maggiore pari a 2,3750145 UA e da un'eccentricità di 0,1483850, inclinata di 3,59122° rispetto all'eclittica.
L'asteroide è stato così chiamato in onore del padre del suo scopritore.